# SAS: Rise of the Black Swan
Ne doit pas être confondu avec Red Notice.
Pour plus de détails, voir Fiche technique et Distribution.
SAS: Rise of the Black Swan (SAS: Red Notice) est un thriller d'action anglais sorti en 2021 et réalisé par Magnus Martens d'après le roman éponyme d'Andy McNab et avec pour acteurs principaux Sam Heughan, Ruby Rose, Andy Serkis, Hannah John-Kamen, Tom Hopper, Noel Clarke, Owain Yeoman, Ray Panthaki, Anne Reid et Tom Wilkinson.

## Synopsis
Un agent des forces spéciales fait face à une armée de mercenaires prêts à faire exploser le tunnel sous la Manche ainsi que les centaines d'otages qu'ils y retiennent.

## Distribution
- Sam Heughan (VF : Pascal Nowak) : Thomas « Tom » Williams Buckingham Jr.
- Hannah John-Kamen (VF : Marie Tirmont)  : Dr. Sophie Hart
- Ruby Rose (VF : Vanessa Van-Geneugden)  : Grace Lewis
- Andy Serkis (VF : Julien Kramer)  : George Clements
- Tom Hopper (VF : Bertrand Nadler)  : Declan Smith
- Tom Wilkinson (VF : Philippe Catoire)  : William Lewis
- Owain Yeoman (VF : Thibaut Belfodil) : Oliver « Olly » Lewis
- Ray Panthaki (VF : Laurent Maurel) : le premier ministre Atwood
- Noel Clarke (VF : Franck Sportis)  : Major Bisset
- Anne Reid (VF : Marie-Martine) : Charlotte
- Jing Lusi : Zada
- Sarah Winter : Colleen
- Caroline Boulton : Olivia
- Richard McCabe (VF : Emmanuel Jacomy)  : Callum
- Douglas Reith (VF : Bernard Lanneau) : Sir Charles Whiteside
- Dylan Smith : Alex
- Aymen Hamdouchi : Kenan
- Grant Crookes : General Major Crookes
- Tim Fellingham : Bryce

## Production
Le tournage du film a débuté à Budapest en novembre 2018. Sam Heughan, Ruby Rose, Tom Wilkinson et Owain Yeoman ont été annoncés comme faisant partie du casting au même moment.
Le tournage s'est poursuivi à Paris et Londres jusqu'en février 2019. Andy Serkis, Hannah John-Kamen, Tom Hopper, Noel Clarke, Ray Panthaki, Jing Lusi, Douglas Reith, Richard McCabe et Anne Reid ont alors rejoint le casting.

## Réception

### Critique
Selon le site agrégateur de critiques Rotten Tomatoes, 53 % des critiques ont donné au film une critique positive (sur 17 critiques) contre 84 % pour le public (sur plus de 250 avis).